# Dans ma chair
Albums de Patricia Kaas
Tour de charme
(1994) Rendez-vous
(1998)
Singles
1. Quand j'ai peur de tout
Sortie : 1997
2. Je voudrais la connaître
Sortie : 1997
3. Les lignes de nos mains
Sortie : 1997
4. Je me souviens de rien
Sortie : 1998

Dans ma chair est le quatrième album studio enregistré par Patricia Kaas. L'album est sorti en 1997. Dix de ses treize titres sont des reprises de chansons créées par d'autres artistes (dont neuf adaptations en français de titres en anglais), contrairement aux précédents albums qui étaient principalement composés de titres écrits spécialement pour l'interprète.
Il a été réalisé par Phil Ramone, Patricia Kaas, Franck Langolff, Jean-Jacques Goldman & Guy Roche.

## Titres
| No  | Titre                                                              | Auteur                                          | Durée |
| --- | ------------------------------------------------------------------ | ----------------------------------------------- | ----- |
| 1.  | Quand j'ai peur de tout (Adaptation anglaise : Too Lost in You)    | Jean Jacques Goldman                            | 4:20  |
| 2.  | Dans ma chair (Titre original : Stop the Noise)                    | Shelly Peiken, Tim Pierce, Jeffery "CJ" Vanston | 4:34  |
| 3.  | Chanson simple (Titre original : Simple Song)                      | Lyle Lovett                                     | 3:22  |
| 4.  | J'ai tout quitté pour toi (Titre original : I Will Hold on to You) | Mike Leeson, Peter Vale                         | 3:50  |
| 5.  | Je me souviens de rien (Titre original : When the Night Rolls in)  | Sally Dworsky, Brenda Russell, Rich Wayland     | 4:05  |
| 6.  | Les lignes de nos mains (Titre original : Old Soul)                | Scott Cutler, Anne Preven                       | 4:15  |
| 7.  | Je sais                                                            | Didier Barbelivien, François Bernheim           | 3:10  |
| 8.  | Je voudrais la connaître                                           | Jean-Jacques Goldman                            | 4:16  |
| 9.  | Fais-moi l'amitié                                                  | Francis Basset, Franck Langolff                 | 4:30  |
| 10. | L'amour devant la mer                                              | Michel Amsellem, Joëlle Kopf                    | 3:37  |
| 11. | Je compte jusqu'à toi (Titre original : Crime to be That Cool)     | Barry Blue, Robin Smith                         | 5:05  |
| 12. | Sans toi (Titre original : I Tried)                                | Diane Warren                                    | 4:01  |
| 13. | Don't Let me be Lonely Tonight (duo avec James Taylor)             | James Taylor                                    | 4:54  |

## Le groupe
- Guitares : David Spinozza, Tim Pierce, J.T.Corenflos, Ira Siegle, David Brown, Claude Samard, Patrice Tison, Franck Langolff, Dominique Garriot, Josh Sklair, John Leventhal
- Batterie : Jody Cortez, Hervé Koster, Chris Parker
- Basse : Mike Leech, David Finck
- Claviers : Jeffrey Vanston, Rob Mounsey, Roland Romanelli, Alexandre Rasse, Guy Roche
- Percussions : Marc Chantereau, Bashiri Johnson
- Chœurs : Sue Ann Carwell, Diva Gray, Darryl Tookes, Patricia Kaas, Philippe Bergman, Jill Dell'Abate, Sonia Lutbert, Carole Fredericks, Anne Calvert, Delphine
- Arrangements : Kris Kellow, Jeffrey Vanston, Ronnie Guilbeau, Peter Vale, Rob Mounsey, Eric Rehl, Roland Romanelli, Jean-Jacques Goldman, Franck Langolff, Guy Roche
- Programmations : Kris Kellow, Jeffrey Vanston, Eric Rehl, Rob Mounsey, Guy Roche
- Voix dirigées par Jean-Jacques Goldman & Eric Rehl

## Certification
| Pays                         | Certification | Équivalence/Ventes |
| ---------------------------- | ------------- | ------------------ |
| Belgique (BEA)               | Platine       | 50,000             |
| Finlande (Musiikkituottajat) | Or            | 20,000             |
| France (SNEP)                | 2x Platine    | 600,000            |
| Suisse (IFPI Switzerland)    | Platine       | 50,000             |
| Résumés                      |               |                    |
| Europe (IFPI)                | Platine       | 1,000,000          |